# Magdalena Teitipac
Magdalena Teitipac är en kommunhuvudort i Mexiko.   Den ligger i kommunen Magdalena Teitipac och delstaten Oaxaca, i den sydöstra delen av landet, 400 km sydost om huvudstaden Mexico City. Magdalena Teitipac ligger 1 747 meter över havet och antalet invånare är 3 776.
Terrängen runt Magdalena Teitipac är kuperad söderut, men norrut är den platt. Runt Magdalena Teitipac är det ganska tätbefolkat, med 52 invånare per kvadratkilometer. Närmaste större samhälle är Tlacolula de Matamoros, 10,4 km nordost om Magdalena Teitipac. I omgivningarna runt Magdalena Teitipac växer huvudsakligen savannskog.